# Kullsjön (Ledsjö socken, Västergötland)
Kullsjön är en sjö i Götene kommun och Skara kommun i Västergötland och ingår i Göta älvs huvudavrinningsområde. Kullsjön avvattnas av Kullsbäcken i norr. År 1890 genomfördes en sänkning av Kullsjön.
Hundra meter nordöst om sjön ligger moränhöjden Slaggvarpen, med fornlämningar i form av blästbruk och en runsten (Ledsjö 113:1) med inristningen "Hallbekk".

## Ekologi
Vid en inventering 1988 fann man fältgentiana vid sjön. Fram till 1990-talet bestod Kullsjöns omgivningar av betad skog. I slutet av 1990-talet genomfördes en skogsröjning där mestadels gran avverkades, vilket medfört att andelen lövträd och ängsmark ökat i området. Efter skogsröjningen försvann fältgentianan från området kring Kullsjön. Den glesa skogen runt sjön står på fuktig mark och domineras av klibbal, men även asp och ett mindre antal unga ekar, rönn och granplantor finns i området.